# Margarethensiedlung

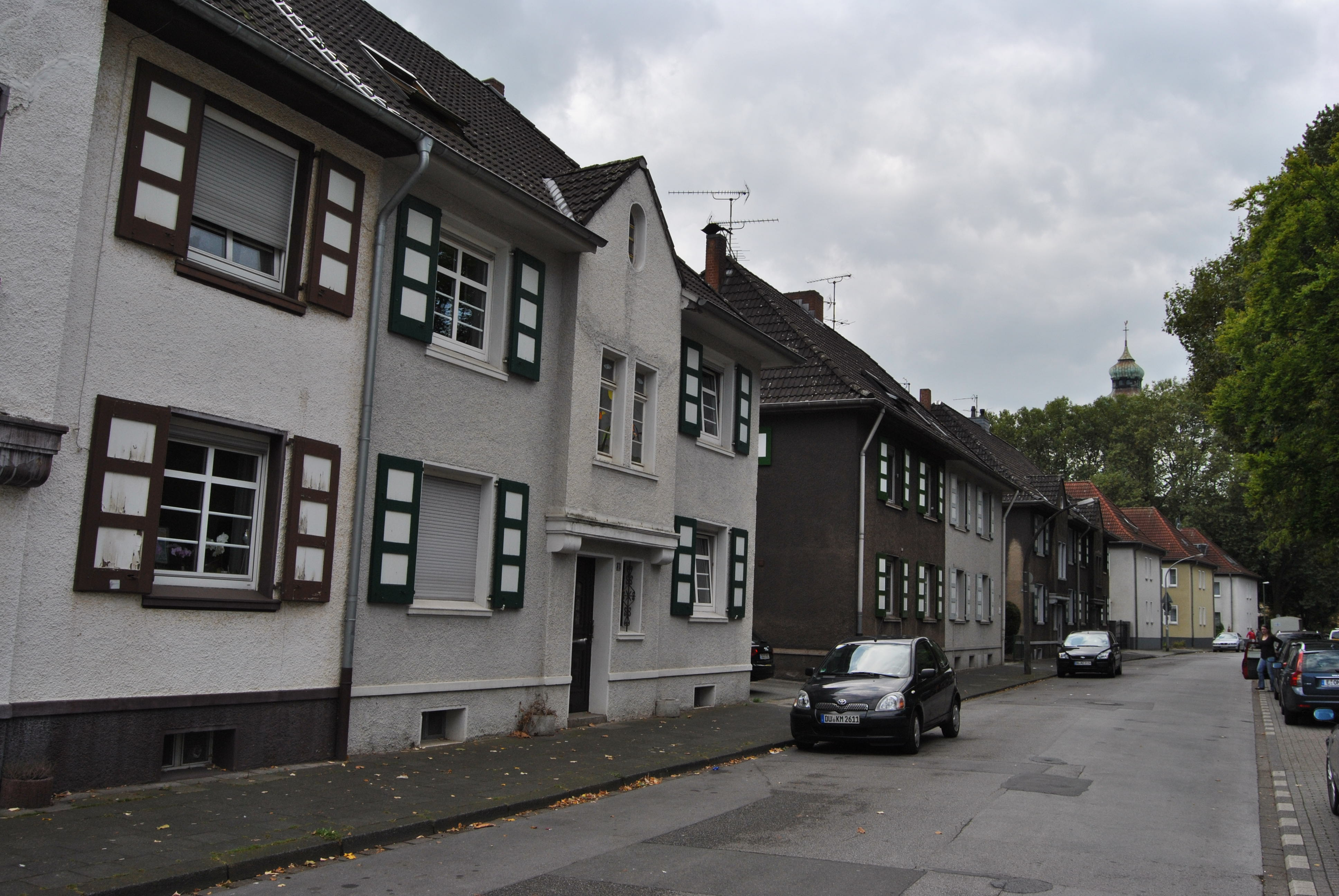
Paulstraße im äußersten Osten der Margarethensiedlung (2012)

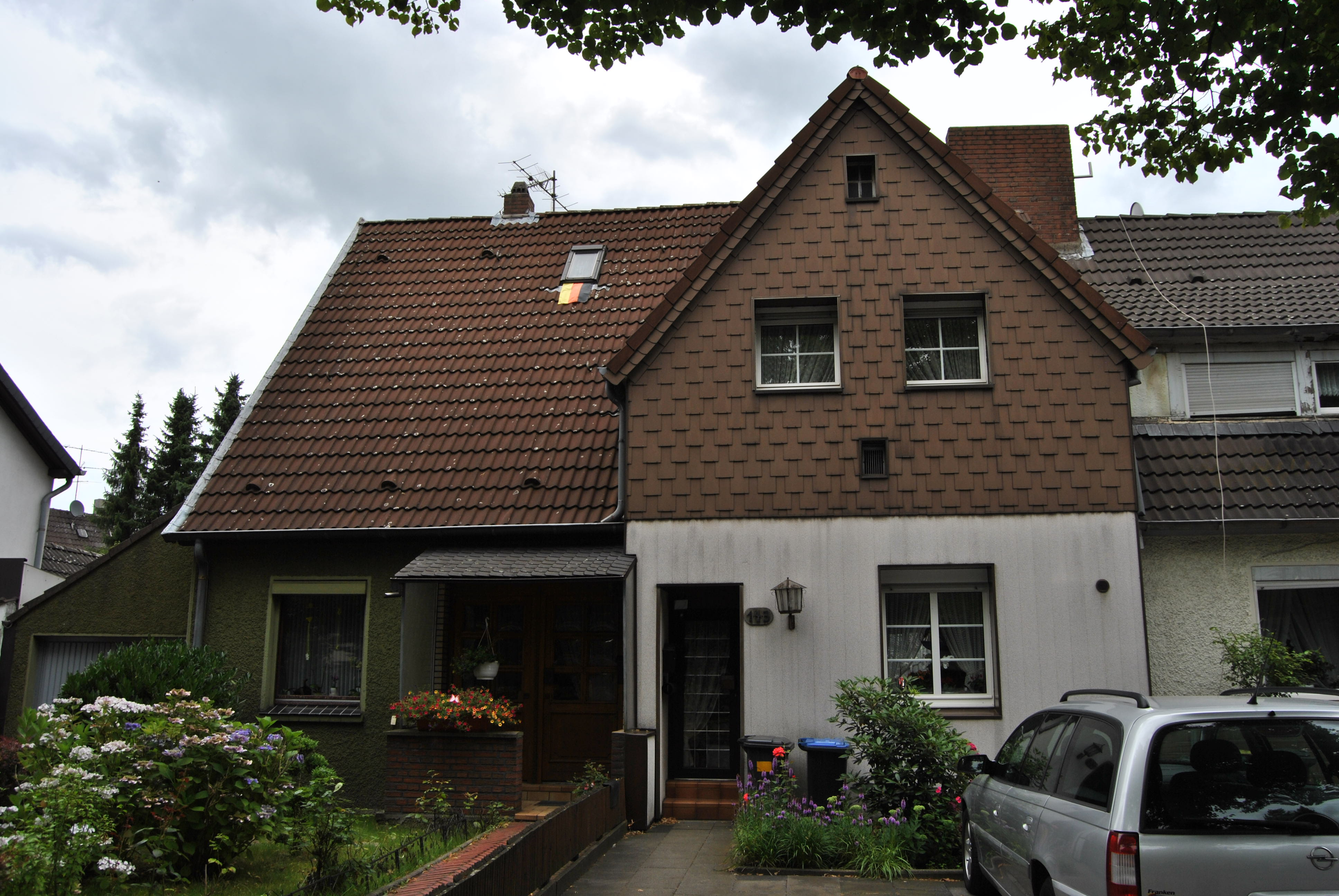
Wohngebäude Friedrich-Alfred-Straße 143/145 (2012)

Die Margarethensiedlung wurde in Rheinhausen-Hochemmerich in Duisburg ab 1903 errichtet und nach Margarethe Krupp (1854–1931) benannt. Die Arbeitersiedlung versorgte die Arbeiter der Friedrich-Alfred-Krupp-Hütte mit Wohnraum und gilt als Musterbeispiel für das aus England übernommene Modell der Gartenstadt. Sie befindet sich seit 1999 unter Denkmalschutz.

## Bauphasen
1902 veröffentlichte der Kruppsche Baudirektor Robert Schmohl erste Entwürfe für die neue Werkssiedlung, 1903 wurde der Bauantrag für die ersten sechs Häuser gestellt, 1904 waren diese bezugsfertig. Die Kernsiedlung Margarethenhof wurde noch bis 1906 erweitert, zu den Arbeiterwohnungen kamen noch die Meisterhäuser, sowie Gemeinschaftseinrichtungen wie Konsumanstalt und Bierhalle (heute nicht mehr vorhanden). Die Anordnung der Häuser ergibt kein schematisches Bild, die Unregelmäßigkeit wirkt wie mit der Zeit gewachsen, sie war allerdings schon so geplant – eine „Inszenierung des Zufälligen“. Schmohl mischte in diesem Bereich 28 verschiedene Haustypen vom Einzelhaus bis zur Gruppe mit 20 Wohnungen und mehr. Die Hauptstraße sowie Straßenkreuzung und -erweiterungen und Plätze wurden durch Baumpflanzungen betont. Die wie Reihenhäuser wirkenden Arbeiterwohnungen bekamen Stallanbauten und schmale Nutzgärten in den Innen- oder Hinterhöfen mit rückwärtigen Wegen zur Erschließung. Die Meisterhäuser sind größer und als geschlossenere Baukörper ohne Stallanbauten ausgeführt.
1912 bis 1913 erfolgte die erste Erweiterung in Form einer „kleinen Gartenvorstadt“. Die Straßenführung ist gerade und streng, ein deutlicher Gegensatz zur geschwungenen Anordnung im Kernbereich. Hier entstanden auch deutlich mehr Geschosswohnungen, der Grünbereich hinter diesen Häusern ist nicht mehr privatisiert. Durch die Verbindung von Einzelhäusern mittels Stallanbauten entstanden straßenzugsweise Kettenhäuser. In diesem Bauabschnitt wurde der Baugrund mit deutlich mehr Wohnraum bebaut. Der Variantenreichtum in den Bautypen, Dachformen und Fassadendetails trat zugunsten häufig wiederkehrender
Motive zurück.
Die zweite Erweiterung folgte 1917 bis 1921 als „vorstädtische Straßenrandbebauung“ mit langgestreckten Wohnblöcken (ohne Stallanbauten), Ein- oder Zweifamilienhäuser wurden hier gar nicht gebaut. Die Geschosswohnungen sind zweckmäßig ausgerichtet, sie wandeln den eher dörflichen Charakter der beiden ersten Bauabschnitte hin zu einem städtisch-funktionalen. Der Grünbereich ist Gemeinschaftsfläche, jede Geschosswohnung hat zudem eine Loggia und einen Waschkeller. In den Fassaden wurden Stilelemente der früheren Bauten übernommen um die gestalterischen Brüche zu mildern.
Mit der dritten Erweiterung 1922 bis 1923 wendete sich die Gestaltung wieder in Richtung dörflich bis kleinstädtisch. In den freigebliebenen Innenbereichen des zweiten Bauabschnittes entstanden niedrigere Doppel- und Mehrfamilienhäuser mit variantenreichen Anbauten. Unter anderem entstand dadurch der neu geschaffene Berthaplatz. Diese Baumaßnahmen plante Georg Metzendorf.
Die vierte Erweiterung von 1923 sowie 1927/28 wurde vom Architekten Hans Scharschmidt als Nachfolger Schmohls im Kruppschen Baubüro geplant. Sie umfasst Randbebauungen und zweigeschossige Mehrfamilienhäuser mit großzügigen städtischem Charakter. Durch sich im spitzen Winkel schneidende Straßen entstandene Grünbereiche, Plätze an Straßenkreuzungen und unterschiedlich tiefe Vorgärten aufgrund der zurückspringenden Häuserfronten entsteht ein aufgelockertes Straßenbild.
1934 erhielt Rheinhausen die Stadtrechte, die Margarethensiedlung war eine wichtige Keimzelle für die junge Stadt geworden. Westlich der Margarethensiedlung entstand in den 50er Jahren ein weiteres von Krupp errichtetes Stadtviertel, die Musikersiedlung, die den wesentlichen Teil des späteren Ortsteils Rheinhausen-Mitte bildete.

## Heutiger Zustand
1979 kündigte Krupp an, die Häuser der Siedlung zu verkaufen. Daraufhin gründete sich der Verein Interessengemeinschaft der Margarethensiedlung, die auch heute noch existiert und sich auch um den Zusammenhalt und die Geselligkeit in der Siedlung kümmert. Von den rund 700 Wohneinheiten gehören heute die meisten den Bewohnern selbst. 1999 stellte die Untere Denkmalbehörde den Kernbereich der Siedlung unter Schutz und gab eine Gestaltungsfibel heraus, um das Gesicht der Siedlung zu wahren.